# Перекрещённая О
Ꚛ, ꚛ (О перекрещённая, окрестная О) — кириллическая старославянская буква, производная от буквы О. Номер в Юникоде — U+A69A для заглавной и U+A69B для строчной. Символ был добавлен в Юникод, поскольку было посчитано, что такая форма буквы о использовалась чаще очных вариантов Ꙭ, которые уже присутствовали среди символов Юникода. Символ предполагалось использовать в старообрядческих изданиях, не допускавших новой орфографии.

## История написания
Появление буквы связывают с изменением репертуара графем в XIV—XV вв, связанного с активизацией культурных и конфессиональных связей с Византией и южными славянами, в частности усвоения инославянской книжной традиции. В берестяных грамотах XV века развилась традиция (наиболее ранние примеры которой встречаются уже в XIII веке) в начале слова и после гласной писать широкое, часто разомкнутое сверху «о», а в остальных случаях узкое обычное «о». В качестве широкого могли выступать варианты очного «о», «о» с крестом ꚛкрестъ, ꚛкругъ, либо могла использоваться «омега»: ωстровескои, ωстровескимъ (островский, островским). Карский считает появление очных вариантов заимствованием у греков через южных славян, а вариант с крестом — вторичным по отношению к очным вариантам, созданным по их образцу. В заявке приводятся в качестве примера «early Slavonic manuscripts» и изображение некоего печатного Евангелия 1553 или 1554 года.

## Примечания

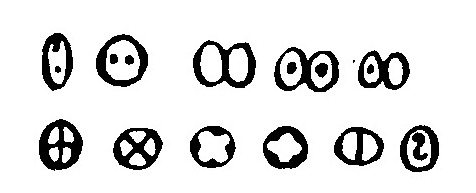
Варианты О